# 湖四须鲃
湖四须鲃（学名：Barbodes lacustris）为輻鰭魚綱鲤形目鲤科四须鲃属的鱼类。被IUCN評為極危物種，在中国，分布于云南抚仙湖等。该物种的模式产地在云南抚仙湖。
其种加词“lacustris”意为“湖沼的”。